# Dansez pentru tine
Dansez pentru tine a fost o emisiune produsă și difuzată pe postul de televiziune Pro TV, prezentată și moderată de Ștefan Bănică Jr. și Iulia Vântur. A fost cel mai urmărit show de divertisment din România în ultimii ani conform audiențelor (Cele 17 emisiuni "Dansez pentru tine" difuzate în 2008 au înregistrat o audiență medie de 7,7%,). În anul 2011 a ajuns la cel de-al unsprezecelea sezon. Versiunea originală a showului a fost creată de televiziunea din Mexic, Televisa.
Postul a reziliat licența pentru emisiunea "Dansez pentru tine", și din cauza asta nu s-a mai continuat cu un alt sezon.

## Stilurile muzicale
- Samba
- Salsa
- Tango
- Reggae
- R&B
- Freestyle
- Hip-Hop
- Pop
- Disco
- Rock&Roll
- Folclor
- Dans Contemporan
- Lindy Hop
- Musical
- House

## Juriul
- Mihai Petre - impresie tehnică (sezonul 1 - 14) - Unul dintre cei mai duri jurați din concurs, acordă punctaje mari doar dacă perechea dovedește că atinge standardele cele mai înalte privind tehnica de dans.
- Beatrice Rancea - spectaculozitate (sezonul 4 - 14) - Una din cele mai vechi jurate din concurs, nu are vreo dorință să părăsească emisiunea. A venit în locul Marianei Bitang în sezonul 2.
- Willmark Hernandez - originalitate și coregrafie (sezonul 1 - 13) - Este unul dintre cei mai apreciați și vechi membrii ai juriului. A părăsit juriul în cadrul ultimului sezon, ca urmare a deciziei Pro TV[1]. Edi Stancu i-a luat locul în sezonul 14 , acesta nu a fost agreat de public, mulți dorind să se reîntoarcă Cornel Patrichi în scaunul de jurat. Cornel Patrichi a declarat că nu se va mai întoarce niciodată în concurs.
- Emilia Popescu - impresie artistică (sezonul 2 - 14) - Una din cele mai vechi jurate din concurs, nu are vreo dorință să părăsească nicidecum emisiunea. Ea apreciează mult când concurenții își dau mult silința.
- Elwira Petre - atitudinea (sezonul 14) - Cel mai nou membru al juriului, ea nu prea are experiență în ceea ce privește jurizatul, dar are încredere că se va descurca.

## Coregrafii emisiunii
- Doina Botiș (sezonul 1 - 14) - Unul dintre cei mai îndrăgiți coregrafi ai emisiunii, a reprezentat Romania și în edițiile din Mexic. În prezent performează ca profesor în cadrul propriului studio de dans, Duende Studio.
- Andra Eugenia Gheorghe (Cocuța) - Are la activ 2 performanțe: atunci când a avut perechea formată din Cătălin Moroșanu și Magdalena Ciorobea, dar și perechea formată din Roxana Ionescu și George Boghian reușind să obțină trofeul.
- Georgiana Căița (Căprioara) - Nu are nici un succes pe plan coregrafic, dar dorește cu ardoare foarte mult să câștige pe viitor.
- Bogdan Boantă (sezonul 6 - 14) - Fost concurent in cadrul emisiunii si membru al Baletului. Are la activ 2 performanțe împreună cu echipele Corina Bud (Corina) - Eduard Ionuț Vasile și Alexandra Cătălina Grama (Jojo) - Ionuț Tănase reușind să obțină trofeul.
- Dragoș Roșu (Istvan)
- Daniel Dobre (sezonul 13 - 14) - Are la activ 1 performanță împreună cu perechea formată din Ilinca Vandici și Ștefan Răzvan Marton.
- Lilian Cărăuș (sezonul 5 - 14) Coregraf/Dansator Are la activ 1 trofeu cu echipa Octavian Strunila și Ella Dumitru, cât și nenumărate ori finalist cu echipe diferite. La fel a fost cel care a reușit cu un grup de colegi coregrafi sa ridice forma dansului TV. la un nivel mai performant, utilizând cât tehnica dansului atât și scenografia, decorul, umorul, tehnici vizuale.
- Victoria Bucun (Vica) (sezonul 1 - 14) - Are la o activ o performanță, atunci când a avut perechea formată din Alex Velea și Cristina Stoicescu reușind să obțină trofeul.
- Cristi Toporan (sezonul 3)  coregraful echipei Costi Ioniță- Marina Velle

## Baletul emisiunii
- Elena Ghenoiu (sezonul 11-13 )  Impartind scena cu cei mai mari artisit ai Romaniei Elena a fost selectionata sa faca parte din baletul emisiunii in sezonul 9.
- Antonio Martins Dos Santos (sezonul 10 - 14) - Face parte din baletul emisiunii după ce a fost participant în sezonul 9. Cu toate că nu a reușit să meargă mai departe în concurs, el a fost selectat în trupa de balet a emisiunii.
- Vladimir Palamarciuc (Vova) (sezonul 7 - 14) - Face parte din baletul emisiunii după sezonul 6, în care a fost participant. Cu toate că nu a reușit să meargă mai departe în concurs, el a fost selectat în trupa de balet a emisiunii.
- Daniela Serafimovici (Furnica) (sezonul 2 - 14) - Face parte din baletul emisiunii încă din sezonul 2. Este cea mai veche membră a baletului.
- Dumitru Melnic (Dima)
- Oana Dedeu (sezonul 8 - 14) - Face parte din baletul emisiunii după sezonul 7, în care a fost participantă. Cu toate că nu a reușit să meargă mai departe în concurs, ea a fost selectată în trupa de balet a emisiunii. Ea a avut șansa de a o înlocui în sezonul 13 pe Monica Davidescu, dar Roxana Ionescu a aflat de accidentarea ei mult mai devreme și i-a luat ea locul reușind să câștige ea concursul.
- Elena Voscoboinic (sezonul 9 - 14) - Face parte din baletul emisiunii după sezonul 8, în care a fost participantă. Cu toate că nu a reușit să meargă mai departe în concurs, ea a fost selectată în trupa de balet a emisiunii.
- Georgiana Rogojan (sezonul 1 - 14) - Este cea mai veche membră a baletului.
- Iulian Turcanu (sezonul 9 - 14)
- Hasin Genil (sezonul 9 - 14)
- Iulia Ciolca
- Elena Mirea (sezonul 1 - 14)
- Silvia Uceanu (sezonul 3 - 14)
- Mirona Zalypetskyy (sezonul 9 - 14)
- Marian Chirazi (sezonul 9 - 14)
- Petrișor Ruge (sezonul 6 - 14)
- Lana Cărăuș (sezonul 5 - 14) - Este cea mai veche membră a baletului. Ea face parte din balet la cererea părinților săi, Lilian și Svetlana. Nu apare tot timpul în balet.
- Svetlana Gluhova (sezonul 5 - 14) - Este cea mai veche membră a baletului. A făcut parte din balet un sezon, apoi două sezoane să devină coregraf, după care s-a întors în balet unde mai este și astăzi.

## Orchestra emisiunii
- Petrică Geambașu (sezonul 1-14) este cel mai vechi membru al orchestrei de când există emisiunea el este dirijor îl amuză de fiecare dată glumele lui Ștefan Bănică Junior la fiecare început de emisiune.

## Prezentatorii emisiunii
- Ștefan Bănică Jr. (sezonul 1-14) cel mai vechi prezentator al emisiunii. In prezent jurat la X Factor (Romania).
- Iulia Vântur (sezonul 2-14) una din cele mai vechi prezentatoare a concursului.

## Foști prezentatori ai emisiunii
- Olivia Steer (sezonul 1)a fost inlocuita de Iulia Vantur dupa ce a rămas insarcinata.

## Foști membri ai juriului
- Răzvan Mazilu (sezoanele 1-2) a părăsit concursul fiindcă dorea să fie jurat la o altă emisiune de dans Megastar a fost înlocuit de Cornel Patrichi în sezonul 2.
- Mariana Bitang (sezoanele 1-2) a părăsit concursul că numai dorea să continuie ca jurat, alegând mai mult să ajute viitoarele generații de gimnaști doritori de performanță a fost înlocuită de Beatrice Rancea în sezonul 2.
- Octavian Bellu - el a înlocuit ori pe Emilia Popescu ori pe Mariana Bitang prin sezonul 1 sau 2 atunci când se îmbolnăvise una din ele și el a trebuit s-o înlocuiască dar nu a rămas definitiv ca jurat.
- Cornel Patrichi (sezoanele 2-12) a fost concediat fiind înlocuit de Edi Stancu în sezonul 13.
- Wilmark Rizzo (sezoanele 1-13) a fost concediat pentru aparitia in emisiunea "Roata Norocului" de la Kanal D, ceea ce a insemnat o incalcare a contractului cu Pro TV.

## Foști membri ai baletului
- Edi Stancu (sezoanele 1-12) imediat după plecarea lui Cornel Patrichi în sezonul 12 următorul sezon a decis să facă parte din juriu căci la pupitrul juraților nu exista decât 4 jurați și era nevoie de un al cincilea așa că a renunțat definitiv să mai facă parte din baletul emisiunii unde a fost timp de 12 sezoane.
- Roman Zalypetskyy (sezoanele 5-9)
- Bogdan Boantă (sezoanele 6-8) din sezonul 9 a lăsat baletul pentru coregrafie cu toate acestea e posibil ca el să mai facă parte și din balet dar din când în când.
- Dragoș Roșu Cristian (Istvan) (sezoanele 9-10) din sezonul 11 a lăsat baletul pentru coregrafie după aproape 2 sezoane în care a făcut parte din balet totuși el mai face parte din balet nu a renunțat așa ușor din când în când.

## Foști membri ai coregrafiei
- Adrian Cristea (Bursucul) (sezoanele 1-10) a fost coregraf timp de 10 sezoane apoi a renunțat.
- Elena Vascu (sezoanele 1-5) a renunțat la emisiune pe motiv că s-a măritat cu Eduard Mihail Andreianu (C.R.B.L) cu care au și o fetiță Alessia a fost coregrafă timp de 5 sezoane.
- Dumitru Botiș (sezoanele 1-4) a fost coregraf timp de 4 sezoane apoi a renunțat are o soție pe nume Doina care este și în prezent coregrafă a emisiunii.
- Svetlana Gluhova (sezoanele 6-7) a fost coregraf timp de 2 sezoane apoi a renunțat are un soț pe nume Lilian care este și în prezent coregraf a emisiunii.
- Ioana Macarie (sezoanele 1-5) a fost coregrafă timp de 5 sezoane apoi a renunțat.
- Oana Casandra Stelea (sezonul 6) a fost coregraf doar un sezon apoi a renunțat.
- Florin Tănase (Caisa)
- Florin Ponta (Cioc)
- Cristi Toporan (sezonul 3)  coregraful echipei Costi Ioniță- Marina Velle

## Foști membri ai orchestrei
- Alina Chinie - a renunțat la emisiune că a vrut să facă parte din orchestra emisiunii Happy Hour.
- Mădălina Petre - a renunțat la emisiune că a vrut să facă parte din orchestra emisiunii Happy Hour.

## Câștigătorii concursului
- Sezonul 1 - Andra și Florin Birică
- Sezonul 2 - Victor Slav și Carmen Stepan
- Sezonul 3 - Cosmin Stan și Doina Ocu
- Sezonul 4 - Alex Velea și Cristina Stoicescu
- Sezonul 5 - Andreea Bălan și Petrișor Ruge (Participanti si la versiunea internationala a showului, unde au obtinut locul 2)
- Sezonul 6 - Giulia Anghelescu și Andrei Ștefan
- Sezonul 7 - Monica Irimia și Darius Belu
- Sezonul 8 - Jean de la Craiova și Sandra
- Sezonul 9 - Cătălin Moroșanu și Magda Ciorobea
- Sezonul 10 - Octavian Strunilă și Ella Dumitru
- Sezonul 11 - Corina Bud (Corina) și Eduard Ionuț Vasile
- Sezonul 12 - Alexandra Cătălina Grama (Jojo) și Ionuț Tănase
- Sezonul 13 - Roxana Ionescu și George Boghian
- Sezonul 14 - Ilinca Vandici și Ștefan Răzvan Marton

## Melodii cunoscute sau mai puțin cunoscute pe care au dansat concurenții sau baletul
- Azucar Moreno - Solo Se Vive Una Vez
- Bee Gees - Stayin' Alive
- Bee Gees - You Should Be Dancing
- Ottawan - Disco
- Vaya Con Dios - Nah Neh Nah
- Mecano - Hijo De La Luna
- Fergie - Fergalicious
- Manu Chao & Anouk - Bongo Bong
- Michael Jackson - Who Is It
- Michael Jackson - Smooth Criminal
- Michael Jackson - Thriller
- Michael Jackson - Beat It
- Michael Jackson - Dangerous
- MC Hammer - U Can't Touch This
- Surviror - Eye Of The Tiger
- Cameo - Word Up!
- Panjabi MC - Mundian To Bach Ke
- Spin - Ploaia
- Natasha Bedingfield - Unwritten
- Dean Martin - That's Amore
- Gwen Stefani - Hollaback Girl
- Andra ft Simplu - Dracula My Love
- Ștefan Bănică Senior - Hai Coșar, Coșar
- Bastille - Pompeii
- James Arthur - Impossible
- Great Lake Swimmers - Your Rocky Spine
- Jet - Are You Gonna Be My Girl
- Ricky Martin - Livin' La Vida Loca
- Elvis Presley - Jailhouse Rock
- Beyonce - Naughty Girl
- Beyonce - Single Ladies
- Pink - Try
- Cheryl Cole - Parachute
- Bodyrockers - I Like The Way You Move
- Robin Thicke ft T.I. & Pharell Williams - Blurred Lines

## Schimbări
- Sezonul 6 - Lili Sandu s-a accidentat, fiind înlocuită în prima ediție de Laura Cosoi. După prima ediție, aceasta a fost înlocuită la rândul ei de către Giulia Anghelescu, care a și reușit să câștige trofeul competiției
- Sezonul 7 - Alexandra Seleș în locul lui Roxana Al-Sanadi Mihaela care a avut probleme grave la gleznă.
- Sezonul 11 - Liviu Vârciu în locul lui Costin Sforaru care a avut probleme grave la gleznă.
- Sezonul 13 - Oana Dedeu în locul lui Monica Davidescu care s-a accidentat cauzând ruptură de ligamente și va avea nevoie de operație doctorul i-ar fi zis că ar fi avut și de menisc chiar deci situația este gravă în orice caz schimbarea cu Oana Dedeu a fost de probă a fost chemată Roxana Ionescu cea care a mai participat și în ediția din sezonul 11 să ajute pe partenerul ei și nu i-a părut rău că a reușit să câștige concursul și să facă fericit atât pe partenerul ei cât și pe fosta sa parteneră care nu a mai putut deloc să danseze Monica Davidescu însă după participarea în acel sezon a fost supărată foc pe cei care produc emisiunea Dansez Pentru Tine dorind cu tot dinadinsul să îi dea în judecată pentru ce i s-a întâmplat.

- Melnic Dumitru în locul lui Pavel Stratan care s-a accidentat la spate nu se știe sigur dacă schimbarea se va face sigur își va reveni repede.Se pare că în locul lui Pavel Stratan va reintra Marian Drăgulescu care a fost eliminat săptămâna trecută așa că Melnic Dumitru nu va fi el înlocuitorul lui Pavel Stratan și lui Pavel Stratan îi pare tare rău că s-a accidentat la spate dorea mult foarte mult să o ajute pe partenera lui nu a fost să fie dar el nu a făcut ca Monica Davidescu să dea în judecată pe cei care produc emisiunea Dansez Pentru Tine.

## Cazuri umanitare
- 1.Daciana Sârbu și Victor Ponta
- 2.Ioana Maria Moldovan și Dan Cruceru
- 3.Iulia Vântur și Horia Tecău
- 4.Inna și Emil Rengle
- 5.Oana Roman și Octavian Strunilă
- 6.Laura Cosoi și Gina Pistol & Jojo (Alexandra Cătălina Grama)
- 7.Andreea Ogăraru și George Ogăraru

## Perechi

### Sezonul 1
- 1. Andra și Florin Birică Coregraful Perechii: Ioana Macarie
- 2. Arsenie Todiraș și Aliona Muntean
- 3. Cristina Rus și Bogdan Negrea Coregraful Perechii: Florin Tănase (Caisa)
- 4. Anca Țurcașiu și Adi Dragan Florin Ponta (Cioc)
- 5. Ionuț Iftimoaie și Monica Grosu
- 6. Raluca Arvat și Virgil Hudici
- 7. Viorel Sipoș și Alexandra Cristea
- 8. Radu Ilie și Lavinia Ghiță

### Sezonul 2
- 1. Victor Slav și Carmen Stepan
- 2. Andrei Tiberiu Maria (Smiley) și Adriela Morar
- 3. Elena Gheorghe și Cornel Ogrean
- 4. Dana Rogoz și Ionuț Pavăl
- 5. Anda Adam și Dumitru Drăgoi Florin Ponta ( Cioc )
- 6. Aurelian Temișan și Cristina Căpățână
- 7. Maria Olaru și Vlad Roșca
- 8. Dinu Iancu-Sălăjanu și Aurelia Grigore

### Sezonul 3
- 1. Cosmin Stan și Doina Ocu
- 2. Laura Cosoi și Bogdan Boantă
- 3. Andreea Bălan și Petrișor Ruge Coregraful Perechii:Florin Ponta ( Cioc )
- 4. Andrei Ropcea (Randi) și Alexandra Tomescu Coregraful Perechii: Doina Botiș
- 5. Corina Ungureanu și Cristian Munteanu
- 6. Adrian Tapciuc și Livia Cenan
- 7. Alina Crișan și Vasile Niță
- 8. Costi Ioniță și Marina Velle, coregraful perechii: Cristi Toporan

### Sezonul 4
- 1. Alex Velea și Cristina Stoicescu Coregraful Perechii: Victoria Bucun
- 2. Eduard Mihail Andreianu (C.R.B.L) și Marieta Sabiescu Coregraful Perechii: Elena Vascu
- 3. Dan Bordeianu și Mirela Tiron
- 4. Ioana Ginghină și Mihai Botezat
- 5. Delia Matache și Ionel Petcu
- 6. Mihai Budeanu și Claudia Furpass Coregraful Perechii: Florin Ponta (Cioc)
- 7. Daniela Gyorfi și Cezar Spirescu
- 8. Oana Nistor și Vasile Roibu

### Sezonul 5
- 3. Andrei Tiberiu Maria (Smiley) și Adriela Morar Coregraful Perechii: Doina Botiș
- 8. Cristina Rus și Mihai Botezat Coregraful Perechii: Florin Tănase (Caisa)
- 1. Andreea Bălan și Petrișor Ruge Coregraful Perechii: Adrian Cristea (Bursucul)
- 2. Laura Cosoi și Bogdan Boantă Coregraful Perechii: Lilian Cărăuș
- 6. Delia Matache și Ionuț Pavăl Coregraful Perechii: Victoria Bucun (Vica)
- 5. Andra și Cornel Ogrean Coregraful Perechii: Ioana Macarie
- 7. Alex Velea și Cristina Stoicescu Coregraful Perechii: Andra Eugenia Gheorghe (Cocuța)
- 4. Eduard Mihail Andreianu (C.R.B.L.) și Mirela Tiron Coregraful Perechii: Elena Vascu

### Sezonul 6
- 1. Giulia Anghelescu și Andrei Ștefan Coregraful Perechii: Georgiana Căița (Căprioara)
- 2. Alina Dumitru și Denis Bolborea Coregraful Perechii: Daniela Serafimovici (Furnica)
- 3. Pavel Bartoș și Luciana Muntean Coregraful Perechii: Victoria Bucun (Vica)
- 4. Gina Pistol și Vladimir Palamarciuc Coregraful Perechii: Florin Ponta (Cioc)
- 5. Marius Nedelcu și Alexandra Seleș Coregraful Perechii: Adrian Cristea (Bursucul)
- 6. Vlad Miriță și Ludmila Popazov Coregraful Perechii: Oana Casandra Stelea
- 7. Marius Urzică și Larisa Pleșca Coregraful Perechii: Lilian Cărăuș
- 8. Florin Grozea și Natalia Sandu Coregraful Perechii: Svetlana Gluhova

### Sezonul 7
- 1. Monica Ieremia și Darius Belu Coregraful Perechii: Svetlana Gluhova
- 2. Alin Oprea și Roxana Al Sanadi Coregraful Perechii: Adrian Cristea (Bursucul)
- 3. Ionuț Dumitru (Piticu) și Oana Dedeu Coregraful Perechii: Daniela Serafimovici (Furnica)
- 4. Kitty Cepraga și Dan Hedesiu Coregraful Perechii: Georgiana Căița (Căprioara)
- 5. Cătălin Josan și Andreea Stănescu Coregraful Perechii: Doina Botiș
- 6. Gabriela Ieremia și Andrei Bivolan Coregraful Perechii: Lilian Cărăuș
- 7. Claudia Pavel și Adrian Filote Coregraful Perechii: Bogdan Boantă
- 8. Mihai Sturzu și Felicia Sârbu Coregraful Perechii: Andra Eugenia Gheorghe (Cocuța)

### Sezonul 8
- 1. Jean de la Craiova și Sandra Neacșu Coregraful Perechii: Adrian Cristea (Bursucul)
- 2. Liviu Vârciu și Ilaria Cherloabă Coregraful Perechii: Lilian Cărăuș
- 3. Alina Chinie și Ștefan Bamboi Coregraful Perechii: Victoria Bucun (Vica)
- 4. Andreea Mantea și Daniel Lazăr Coregraful Perechii: Bogdan Boantă
- 5. Radu Vâlcan și Elena Voscoboinic Coregraful Perechii: Doina Botiș
- 6. Monica Columbeanu și Andrei Vlad Coregraful Perechii: Georgiana Căița (Căprioara)
- 7. Kamara Ghedi și Iulia Deliu Coregraful Perechii: Florin Ponta (Cioc)
- 8. Tania Budi și Adrian Mureșan Coregraful Perechii: Daniela Serafimovici (Furnica)

### Sezonul 9
- 1. Cătălin Moroșanu și Magdalena Ciorobea Coregraful Perechii: Andra Eugenia Gheorghe (Cocuța)
- 2. Ana Maria Ferentz și Alexandru Gheciu Coregraful Perechii: Doina Botiș
- 3. Cătălin Botezatu și Liuba Savițchi Coregraful Perechii: Georgiana Căița (Căprioara)
- 4. Diana Dumitrescu și Adrian Stan Coregraful Perechii: Daniela Serafimovici (Furnica)
- 5. Doru Todoruț și Emanuela Oprișan Coregraful Perechii: Bogdan Boantă
- 6. Iuliana Luciu și Grigore Moldovan Coregraful Perechii: Adrian Cristea (Bursucul)
- 7. Dragoș Bucurenci și Elena Geru Coregraful Perechii: Lilian Cărăuș
- 8. Andreea Spătaru și Antonio Martins Dos Santos Coregraful Perechii: Victoria Bucun (Vica)

### Sezonul 10
- 1. Adela Popescu și Lică Alexandru Coregraful Perechii: Victoria Bucun (Vica)
- 2. Paula Seling și Tudor Moldoveanu Coregraful Perechii: Georgiana Căița (Căprioara)
- 3. Nicola și Ștefan Giurgea Coregraful Perechii: Andra Eugenia Gheorghe (Cocuța)
- 4. Doinița Oancea și Claudiu Petrișor Apostu Coregraful Perechii: Adrian Cristea (Bursucul)
- 5. Răzvan Fodor și Lena Rădulescu Coregraful Perechii: Doina Botiș
- 6. Bogdan Vlădău și Ana Maria Iordan Coregraful Perechii: Daniela Serafimovici (Furnica)
- 7. George Papagheorghe (Jorge) și Liliana Mitu Coregraful Perechii: Bogdan Boantă
- 8. Octavian Strunilă și Ella Dumitru Coregraful Perechii: Lilian Cărăuș

### Sezonul 11
- 1. Augustin Viziru și Aurora Tonea Coregraful Perechii: Doina Botiș
- 2. Lavinia Pârva și Decebal Negoiță Coregraful Perechii: Lilian Cărăuș
- 3. Corina Bud (Corina) și Eduard Ionuț Vasile Coregraful Perechii: Bogdan Boantă
- 4. Corina Caragea și Ștefan Gheorghiu Coregraful Perechii:Georgiana Căița (Căprioara)
- 5. Florin Piersic Jr. și Alina Atodiresei Coregraful Perechii: Dragoș Roșu Cristian (Istvan)
- 6. Gabriel Coveșeanu și Claudia Raea Coregraful Perechii: Daniela Serafimovici (Furnica)
- 7. Roxana Ionescu și Ștefan Rebeja Coregraful Perechii: Andra Eugenia Gheorghe (Cocuța)
- 8. Liviu Vârciu și Mădălina Corduneanu Coregraful Perechii: Victoria Bucun (Vica)

### Sezonul 12
- 1. Aylin Cadîr și Ovidiu Danci Coregraful Perechii: Victoria Bucun (Vica)
- 2. Alexandru Piscunov și Cornelia Condeescu Coregraful Perechii: Dragoș Roșu Cristian (Istvan)
- 3. Andreea Ibacka și Paul Păduraru Coregraful Perechii: Daniela Serafimovici (Furnica)
- 4. Nicolae Ionuț Pascu (Pepe) și Andreea Toma Coregraful Perechii: Doina Botiș
- 5. Daniel Nițoiu și Alexandra Mareși Coregraful Perechii: Andra Eugenia Gheorghe (Cocuța)
- 6. Mircea Solcanu și Roxana Voina Coregraful Perechii: Georgiana Căița (Căprioara)
- 7. Alexandra Cătălina Grama (Jojo) și Ionuț Tănase Coregraful Perechii: Bogdan Boantă
- 8. Catrinel Sandu și Ionuț Ionescu Coregraful Perechii: Lilian Cărăuș

### Sezonul 13
- 1. Roxana Ionescu și George Boghian Coregraful Perechii: Andra Eugenia Gheorghe (Cocuța)
- 2. Nicoleta Luciu și Attila Hainer Coregraful Perechii: Bogdan Boantă
- 3. Oana Ioniță și Kovacs Ali Stoica Coregraful Perechii: Dragoș Roșu Cristian (Istvan)
- 4. Daniel Dragomir și Diana Pop Coregraful Perechii: Victoria Bucun (Vica)
- 5. Șerban Copot și Valentina Hainăroșie Coregraful Perechii: Lilian Cărăuș
- 6. Bianca Drăgușanu și Carol Soldea Coregraful Perechii: Daniel Dobre
- 7. Pavel Stratan și Andreea Preda Coregraful Perechii: Georgiana Căița (Căprioara)
- 8. Marian Drăgulescu și Adriana Lupu Coregraful Perechii: Doina Botiș

### Sezonul 14
- 1. Giani Kiriță și Dana Matei (Lockid) Coregraful Perechii: Victoria Bucun (Vica)
- 2. Sorina Mihalache (Sore) și George Trascău (Dark) Coregraful Perechii: Bogdan Boantă
- 3. Ilinca Vandici și Ștefan Răzvan Marton Coregraful Perechii: Daniel Dobre
- 4. Dima Trofim și Iulia Clisu Coregraful Perechii: Dragoș Roșu Cristian (Istvan)
- 5. Nana Falemi și Emanuela Mitrea Coregraful Perechii: Lilian Cărăuș
- 6. Ana Claudia Grigore (Ruby) și Alexandru Ciobanu Coregraful Perechii: Doina Botiș
- 7. Sorin Brotnei și Alexandra Popovici Coregraful Perechii: Georgiana Căița (Căprioara)
- 8. Elena Ionescu și Adrian Baranga (Freek) Coregraful Perechii: Andra Eugenia Gheorghe (Cocuța)